# All My Loving (EP)
All My Loving es el cuarto álbum en el formato EP de Los Beatles, lanzado en el 7 de febrero de 1964. Sólo fue lanzado en mono. Parlophone lo catalogó como GEP 8891. Alcanzó el puesto n.º13 en ventas de sencillos, y el número uno en ventas de EP.
Este álbum contiene la canción que le da su nombre, All My Loving del segundo y nuevo álbum With The Beatles, la primera canción del lado B es "Money (That's What I Want)" una versión de Barrett Strong, también de With The Beatles. Las otras dos canciones pertenecen a su álbum anterior Please Please Me. Como otros EP de The Beatles, All My Loving (EP) no contiene ningún sencillo de ninguno de sus dos álbumes hasta el momento. La fecha de lanzamiento de este EP coincide con la Invasión británica. 
En 1981 All My Loving (EP) fue compilado en The Beatles EP Collection en formato de discos de vinilo, y más tarde en 1992 en The Beatles Compact Disc EP Collection en formato de varios discos compactos.

## Lista de canciones
| Cara 1 |                                    |                     |          |  |
| N.º    | Título                             | Vocalista principal | Duración |  |
| 1.     | «All My Loving» (Lennon—McCartney) | McCartney           | 2:10     |  |
| 2.     | «Ask Me Why» (McCartney—Lennon)    | Lennon              | 2:28     |  |

| Cara 2 |                                               |                     |          |  |
| N.º    | Título                                        | Vocalista principal | Duración |  |
| 1.     | «Money (That's What I Want)» (Bradford—Gordy) | Lennon              | 2:46     |  |
| 2.     | «P.S. I Love You» (McCartney—Lennon)          | McCartney           | 2:06     |  |